# Lipiny (Bolehošť)
Lipiny (německy Lipin) je malá vesnice, část obce Bolehošť v okrese Rychnov nad Kněžnou. Nachází se asi 0,5 km na jihozápad od Bolehoště. V roce 2009 zde bylo evidováno 38 adres. V roce 2001 zde trvale žilo 72 obyvatel.
Lipiny leží v katastrálním území Bolehošť o výměře 10,71 km2.